# Peucedanum hissaricum
Peucedanum hissaricum är en flockblommig växtart som beskrevs av Jevgenij Korovin. Peucedanum hissaricum ingår i släktet siljor, och familjen flockblommiga växter. Inga underarter finns listade i Catalogue of Life.